# Bjurholms kommunala realskola
Bjurholms kommunala realskola var en kommunal realskola i Bjurholm verksam från 1951 till 1967.

## Historia
Skolan bildades som en kommunal mellanskola 1951 som 1 juli 1952 ombildades till en kommunal realskola.
Realexamen gavs från 1955 till 1967.
Skolan huserade de första åren i det gamla kommunalhuset. Därefter fick de skollokaler i den nybyggda folkskolan, som numera är Castorsskolan.